# La Soufrière
La Soufrière je aktivni stratovulkan koji se nalazi u državi Svetom Vincentu i Grenadinima na otoku sv. Vincenta. On je sa svojih 1235 metra ujedno i najveći vrh otoka. Unutar kratera nalazi se i jezero, a La Soufrière je najmlađi i najsjeverniji vulkan otočja. La Soufrière je eruptirao 1718., 1812., 1902., 1971. i 1979. Erupcija od 7. svibnja 1902. dogodila se samo par sati prije nego što je eruptiralo brdo Pelée na Martiniku. Erupcija je ubila 1680 ljudi. Oblak je prekrio gotovo cijele Karibe, a površina otoka Dominika uveliko je smanjena. Posljednji put je eruptirao u travnju 2021.

## Vanjske poveznice
- The University of the West Indies Seismic Research Centre
- USGS/CVO West Indian Volcanoes
- UND Soufriere St. Vincent  Arhivirana inačica izvorne stranice od 10. prosinca 2005. (Wayback Machine)